# Fajara

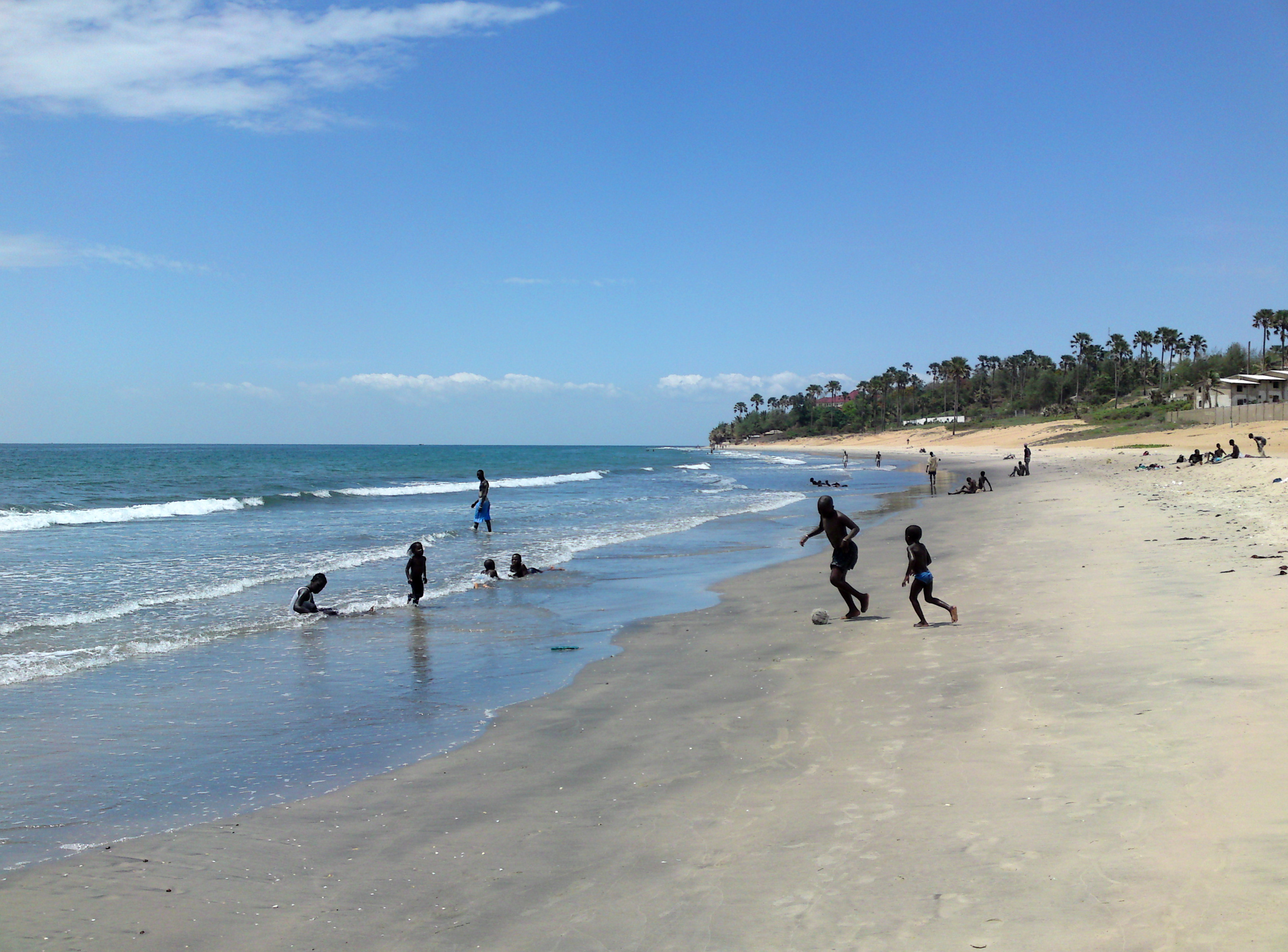
Strand in Fajara

Fajara ist ein Ortsteil der Gemeinde Kanifing (englisch Kanifing Municipal) im westafrikanischen Staat Gambia.
Der Ortsteil liegt im Norden der Gemeinde und gehört zum Ort Bakau. Bei der Volkszählung von 1993 wurde Fajara nicht als eigener Ort gelistet. Fajara ist ein großer Teil von Bakau New Town, die Abgrenzungen sind nicht belegt.

## Geographie
Fajara liegt im Westen von Bakau an der Küste des Atlantischen Ozeans. Zum Teil wird ein Gebiet südlich des Bertil Harding Highway noch zu Fajara gezählt. Im Westen liegt Kotu, ein Teil von Manjai Kunda, der Fajara Golf Course begrenzt beide Ortsteile.

## Persönlichkeiten
- Mohamadou Sumareh (* 1991), Fußballspieler
- Alieu Fadera (* 2001), Fußballspieler